# Ulugurugebergte

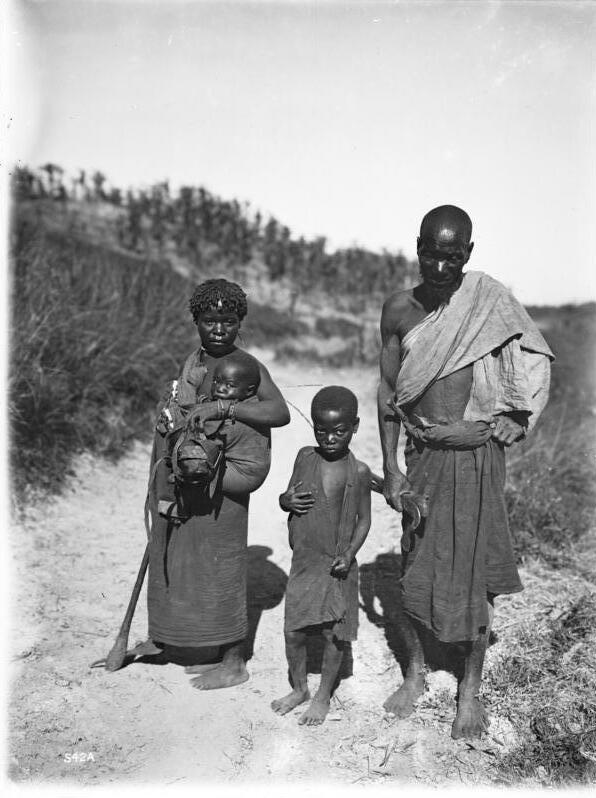
Inwoners van het Ulugurugebergte (Bundesarchiv, 1906)

Het Ulugurugebergte is een bergketen in het oostelijk deel van het Oost-Afrikaanse land Tanzania, dat vernoemd is naar de (Wa)Luguru-stam. De hoofdketen loopt in noord-zuidrichting over een lengte van ongeveer 50 kilometer tussen de stad Morogoro in het noorden en het wildreservaat Selous in het zuiden. De hoogste top is de Kimhandu met 2646 meter. Er liggen ongeveer 50 dorpen en er wonen ruim 150.000 mensen. Naargelang hun aantal groeit, wordt er steeds hogerop bos gekapt voor nieuwe huizen wat echter ook leidt tot voortschrijdende erosie met aardverschuivingen en overstromingen tot gevolg. Door de nabijheid van de grote havenstad Dar es Salaam wordt het gebied bezocht door veel toeristen.

## Geografie
De Uluguru's liggen op ongeveer 200 kilometer landinwaarts vanaf de Indische Oceaan en vormen onderdeel van het 'Eastern Arc Mountains' ("Oostelijk Booggebergte"), een keten van bergen in oostelijk Afrika, waartoe ook de Taitaheuvels, het Noordelijk en Zuidelijk Pare-gebergte, het Westelijk en Oostelijk Usambaragebergte, het Ngurugebergte, Ukagurugebergte, Rubehogebergte, Udzungwagebergte en het Mahengegebergte worden gerekend.

### Vegetatie, flora en fauna
De vegetatie van het Ulugurugebergte loopt uiteen van droge laaglandkustbosgebieden en overgangsregenwouden tot diverse bosgebieden op diverse hoogten (submontaan, montaan en opper-montaan).
In het Ulugurugebergte komen ruim 100 plantensoorten, 2 vogelsoorten, 2 zoogdiersoorten, 4 soorten reptielen en 6 soorten amfibieën voor die nergens anders ter wereld voorkomen, zoals de Uluguru-klauwier. Daarnaast leven er een groot aantal soorten die alleen in een of twee andere bergketens van de 'Eastern Arc Mountains' voorkomen. Tot de inheemse soorten behoren onder andere kaaps viooltje, vlijtig liesje en begonia.

### Klimaat
Het Ulugurugebergte vangt de vochtigheid op die vanuit de Indische Oceaan naar het binnenland trekt. De oostelijke hellingen zijn dan ook overwegend vochtig met een neerslagcijfer tot 2000 mm per jaar en regen in elke maand.

### Hydrologie
De bovenste delen van het gebergte zijn dicht bebost. Deze bergbossen behoren tot de oudste van Afrika en vormen de stroomgebieden voor beken en rivieren, die hoofdzakelijk vanuit de met bos overdekte toppen van de Uluguru naar beneden stromen om verderop samen te vloeien, waarbij de rivier de Ruvu ontstaat. Deze rivier stroomt naar Bagamoyo en vormt een van de drinkwatervoorzieningen van de grote havenstad Dar es Salaam en een groot deel van de ongeveer 3 miljoen mensen in de regio rondom de stad en een aantal belangrijke industrieën van het land zijn er van afhankelijk. Het verlies van de Ulugurubossen of vermindering van de waterdragende capaciteit van het gebergte zouden daardoor drastische gevolgen kunnen hebben op het welzijn van de mensen aldaar, alsook de industriële capaciteit van Tanzania.

## Bevolking
In het Ulugurugebergte woont sinds enkele honderden jaren de (Wa)luguru-stam, die hiernaartoe trok vanuit andere delen van Tanzania. De grondeigendom verloopt via vrouwelijke lijn en vrouwen hebben een machtige positie binnen het dorpsleven, in tegenstelling tot andere stammen in Tanzania, waar de mannen het leeuwendeel van het land bezitten en (zodoende) de meeste besluiten nemen over het gebruik en beheer ervan.